# Thou Shalt Not Covet (film 1912)
Thou Shalt Not Covet è un cortometraggio muto del 1912. Il nome del regista non viene riportato nei credit del film che aveva come interpreti il famoso comico John Bunny, Lillian Walker, Rose Tapley, Flora Finch e Fred Hornby.

## Produzione
Il film fu prodotto dalla Vitagraph Company of America.

## Distribuzione
Distribuito dalla General Film Company, il film - un cortometraggio in una bobina - uscì nelle sale cinematografiche statunitensi il 7 maggio 1912.